# 北畠材親
北畠材親（1468年—1518年1月24日），室町時代後期至日本戰國時代初期於伊勢國國司北畠家第6代當主。伊勢國守護大名。父親是第5代當主北畠政具（後來改名為政鄉、政勝）。

## 生平
在應仁2年（1468年）出生，家中長男。初名具方，後來受第10代將軍足利義材（後來的義稙）下賜偏諱而改名為材親。
從年輕開始就與父親政具一同進行二元政治，而且與父親一同侵攻伊勢北部的神戶氏和長野氏等的領土以擴大勢力。對伊勢南部，亦與宇治山田的神人層對立和鬥爭，擴大威勢。永正5年（1508年），因為父親死去而繼承家督和當主（一說在之前已經繼承），此時被任命為伊勢守護。
永正8年（1511年），以病為理由而剃髮，把家督讓予嫡男晴具，並在飯高郡大石村隱居。在永正14年（1517年）死去。享年50歲。

## 人物
- 通曉儒學的文化人，另一方面，對佛教的信仰亦相當深厚。